# Agapanthia incerta
Agapanthia incerta är en skalbaggsart som beskrevs av Plavilstshikov 1930. Agapanthia incerta ingår i släktet Agapanthia och familjen långhorningar. Inga underarter finns listade i Catalogue of Life.